# Hyundai New Power Truck
Hyundai New Power Truck (хангыль:현대 뉴파워트럭) — крупнотоннажный грузовой автомобиль, изготавливаемый с 2004 по 2021 год компанией Hyundai. Вытеснен с конвейера моделью Hyundai Trago.
Большинство моделей отличаются эмблемой Hyundai Truck впереди, а сзади присутствует эмблема Hyundai.
В Японии, Азиатско-Тихоокеанском регионе, на Ближнем Востоке, в Африке и Южной Америке конкурент модели — Daewoo Novus.

## Модификации
- Gold (все)
- Professional (все)
- Deluxe (8-тонный и 15-тонный самосвал, бетоносмеситель)